# Арунт Тарквиний
Вижте пояснителната страница за други значения на Арунт.
Арунт Тарквиний или Арун (на латински: Arruns Tarquinius L. f. L. n.; † 509 пр.н.е.) е син на Тарквиний Горди, последния етруски цар на Рим.
Изпратен е с брат си Тит и техния братовчед Луций Юний Брут при Делфийския оракул, за да се допитат кой ще е наследник на трона в Рим. По-късно баща му го изпраща да основе римска колония в Цирцея, на брега на Тиренско море.
След изгнанието на царското семейство от Рим се отправя заедно с Тарквиниите в Цисра (Цере, днес Черветери), за да моли за помощ от етруските.
В битката при Арсийската гора (Silva Arsia) с римляните през 509 пр.н.е. Арунт командва кавалерията. Убит е в двубой от Луций Юний Брут.